# Dimock Community Health Center Complex
Der Dimock Community Health Center Complex (historisch The New England Hospital for Women and Children) ist ein aus insgesamt acht Gebäuden bestehender Krankenhauskomplex in Boston im Bundesstaat Massachusetts der Vereinigten Staaten. Die einzelnen Bauwerke wurden zwischen 1872 und 1930 in unterschiedlichen Baustilen errichtet und 1991 gemeinsam als National Historic Landmark in das National Register of Historic Places eingetragen.
Das ehemalige New England Hospital for Women wurde 1861 mit einer Kapazität von zehn Betten an der Bostoner Pleasant Street eröffnet und ausschließlich von Frauen betrieben. 1864 zog es in neue Räume an der Warrenton Street, bis 1871 genügend Finanzmittel zum Kauf eines Grundstücks und neuer Gebäude an der Columbus Avenue in Roxbury zur Verfügung standen. Bis 1951 war das Krankenhaus ein Frauenkrankenhaus und wurde dann in New England Hospital umbenannt, um männliche Patienten einzubeziehen. Das Krankenhaus wurde 1969 in Dimock Community Health Center umbenannt. Es wurde nach der Ärztin Susan Dimock benannt, die am 7. Mai 1875 im Alter von 28 Jahren im Schiffswrack des Passagierschiffes Schiller ertrank. Alle Gebäude im Dimock Center sind nach Frauen benannt. Das Center ist aufgrund seiner langen Historie eng mit der amerikanischen Medizingeschichte verbunden.

## Architektur
Der gut 3,5 ha umfassende Komplex besteht aus insgesamt acht Gebäuden, die über einen Zeitraum von fast 50 Jahren errichtet wurden.

### Cary Cottage
Das 1872 im Stick Style von Cummings and Sears errichtete Gebäude ist das älteste des Krankenhauses und beherbergte ursprünglich die Geburtsstation, weshalb es zur Vermeidung von Infektionen von den übrigen Bereichen abgetrennt wurde. Es verfügt über einen T-förmigen Grundriss, ist dreieinhalb Stockwerke hoch und besteht aus Holz. Das mit Dachgauben versehene Mansarddach ist mit Asphalt-Schindeln gedeckt. Der Haupteingang verfügt über eine als Portikus ausgestaltete Wagen- bzw. Kutschenauffahrt (Porte cochère).

### Dr. Marie E. Zakrzewska Medical Building
Cummings und Sears entwarfen ebenfalls das 1873 erbaute, dreistöckige Hauptgebäude des Krankenhauses. Es wurde mehrfarbig im Stil des High Victorian Gothic konzipiert und verfügt über ein dekoratives Gurtgesims aus Steinen und Mauerziegeln, Fensterbögen und ein mehrfarbiges Schieferdach.
Der Aufbau des Gebäudes berücksichtigte die zu dieser Zeit aufgekommene Theorie, dass sich Krankheitserreger über die Luft verbreiten können und daher eine gute Belüftung stattfinden muss. Daher gab es große Hallen und auch offene Bereiche, und zusätzlich wurden die Oberflächen aller Innenräume penibel als flache Ebene gestaltet, um Schmutzansammlungen zu verhindern. Daher gab es dort keinerlei architektonische Zierelemente und auch keine Teppiche.
Aufgrund dieses innovativen Designs erhielt das Gebäude im Jahr 1876 eine Auszeichnung im Rahmen der Centennial Exhibition für die erfolgreiche Kombination von „Wirtschaftlichkeit, guter Belüftung und freundlich gestalteten Patientenzimmern“.

### Power Building
Ende des 19. Jahrhunderts wurde eine weitere Finanzierungsrunde zum Bau zusätzlicher Gebäude durchgeführt. Das Power Building wurde 1890 zur Aufnahme einer Dampfkesselanlage zur Strom- und Wärmeerzeugung errichtet, die erst 1960 durch den Anschluss an das öffentliche Netz abgeschaltet wurde.

### New Laundry Building
Ebenfalls 1890 wurde dieses Gebäude zur Unterbringung einer Wäscherei errichtet und ersetzte ein zuvor den Flammen zum Opfer gefallenes Vorgängerbauwerk.

### Sewall Maternity Building

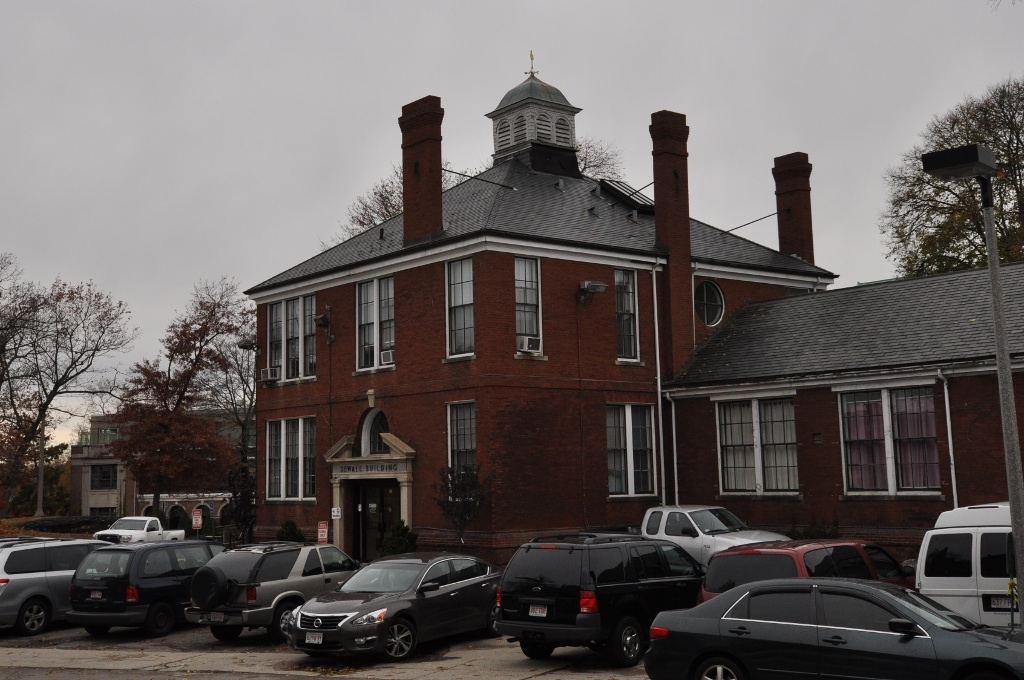
Das Sewall Building, 2013.

1892 weihte das New England Hospital for Women and Children zu Ehren von Samuel E. Sewall und Lucy Ellen Sewall das Sewall Maternity Building ein. Dieses Sewall Building im Stil des Georgian Revival, das 1916 durch einen Anbau erweitert wurde, diente als neue Geburtsstation. Der zweistöckige Hauptteil verfügt über ein mit Schiefer gedecktes Walmdach und besitzt zwei parallel gestaltete, einstöckige Seitenflügel, wodurch dieser Teil einen U-förmigen Grundriss aufweist. Der zweistöckige Anbau schloss die bis dahin offene Seite und verbindet die Seitenflügel miteinander, sodass ein rechteckiger Innenhof entstand. Der Eingang zu diesem Teil verfügt über einen klassisch ausgeführten Portikus, der von einem palladianischen Fenster überragt wird.

### Ednah B. Cheney Surgical Building
1899 wurde dieses Gebäude zur Unterbringung der Operationssäle errichtet und Ednah Cheney gewidmet, die 1862 die Krankenhausverwaltung geleitet hatte. Von der Balustrade, die einst das Flachdach des Bauwerks vollständig umrandete, sind nur noch Bruchstücke erhalten.

### Goddard Nurses Home
Das 1909 als Wohnhaus für die Krankenschwestern errichtete Gebäude wurde im Stil des Classical Revival konzipiert. Von außen trennen gut sichtbare Gesimse die einzelnen Stockwerke voneinander. Das mit Schiefer gedeckte Walmdach verfügt an der Vorderseite über drei Dachgauben.

### Richards Children’s Building
Dieses von 1930 bis 1931 ebenfalls im Stil des Classical Revival errichtete Gebäude war das letzte, das zu der Zeit gebaut wurde, als das Krankenhaus ausschließlich von Frauen für Frauen betrieben wurde. Es verfügt über drei Stockwerke und besteht aus Mauerziegeln sowie in Indiana abgebautem Kalkstein.
Die gesamte Front wird von einer in Arkaden unterteilten Loggia dominiert, über der große Balkone und großflächige Wintergarten-Fenster angeordnet sind, die durch kannelierte Kalkstein-Pilaster voneinander getrennt sind. Auf dem Flachdach befindet sich ein kleines Penthouse. In dem Gebäude waren im Wesentlichen Patientenzimmer und Operationssäle untergebracht.

## Historische Bedeutung
Die genannten Gebäude des heutigen Dimock Community Health Center sind die ältesten noch bestehenden Bauwerke von Krankenhäusern in den Vereinigten Staaten, die ab der zweiten Hälfte des 19. und bis ins 20. Jahrhundert hinein ausschließlich von Frauen betrieben und ebenso ausschließlich für weibliche Patienten gedacht waren. Diese stellen eine Sonderform der Krankenhäuser in der amerikanischen Medizingeschichte dar. Das New England Hospital for Women and Children war das erste seiner Art in Neuengland und das zweite in den gesamten Vereinigten Staaten. Das älteste Frauenkrankenhaus der USA stand in New York City, jedoch ist davon nichts erhalten.
Obwohl Frauen bereits länger Zugang zum Medizinstudium hatten, stießen sie auf Widerstände und Probleme bei der Sammlung von Arbeitserfahrung im Klinikalltag. Dies führte zur Gründung von speziellen Krankenhäusern, die ausschließlich und in jeder Hinsicht Frauen vorbehalten waren. Dies ermöglichte es insbesondere jungen Ärztinnen, Praxiserfahrung zu sammeln und das gleiche Niveau wie ihre männlichen Kollegen zu erreichen. Der große Erfolg dieser Einrichtungen machte sie ab einem gewissen Zeitpunkt allerdings überflüssig, da sich Frauen dadurch immer besseren Zugang zu den bisher von Männern dominierten Krankenhäusern verschaffen konnten und der Mix aus weiblichen und männlichen Ärzten zur Normalität wurde.
Die Gründung des Krankenhauses geht auf die 1829 in Berlin geborene und an der Charité ausgebildeten Marie Zakrzewska zurück, die bessere Praxismöglichkeiten für sich selbst und andere Ärztinnen schaffen wollte. Gemeinsam mit weiteren Unterstützerinnen ihrer Ideen, die auch das Krankenhaus mitfinanzierten, gründete sie 1868 den New England Women’s Club, der zu den ersten seiner Art in den USA gehörte.

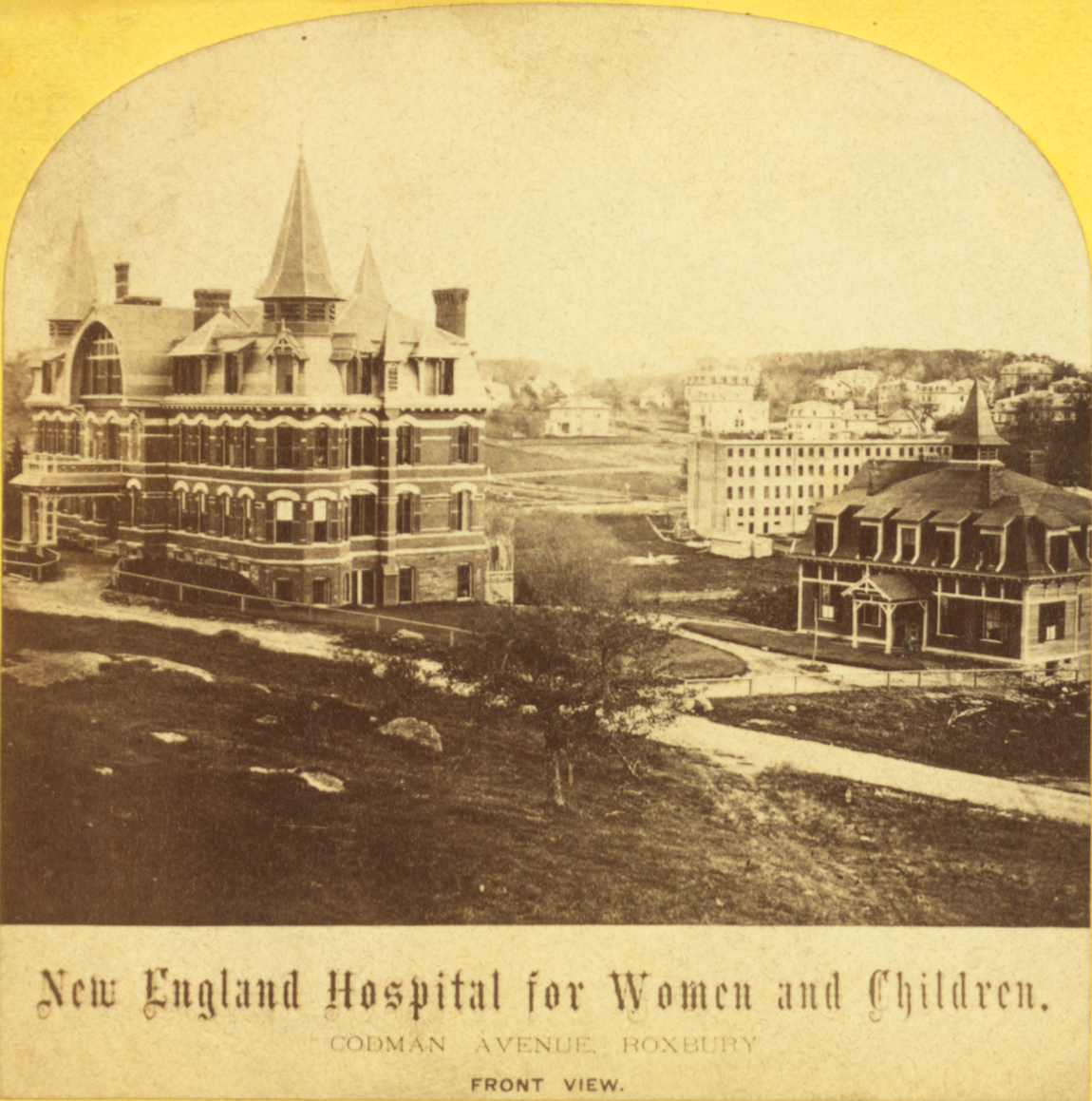
New England hospital for woman and children

Nach einer Zwischenstation in New York schloss sich Zakrzewska 1856 der Fakultät des New England Female Medical College an, gab ihre Stelle dort aber 1862 nach Differenzen mit dem Gründer der Einrichtung Samuel Gregory auf. Am 12. März 1863 gründete sie mit dem New England Hospital for Women and Children ihr eigenes Krankenhaus. Unterstützt wurde sie von einigen Mitstreiterinnen, die aus Solidarität mit ihr ebenfalls das Medical College verlassen hatten, was am Ende dazu führte, dass Gregory seine Einrichtung schließen musste.
Zakrzewska formulierte für ihr Krankenhaus drei wesentliche Zielstellungen: „Frauen durch kompetente Mediziner desselben Geschlechts zu versorgen, ausgebildeten Ärztinnen Möglichkeiten für praktische Arbeiten und Studien zu bieten und die Ausbildung von Krankenschwestern zu fördern“. Bevor hinreichend Finanzmittel angespart und eingesammelt werden konnten, um neue Gebäude zu errichten, waren die Räumlichkeiten des Krankenhauses über mehrere Häuser im Stadtteil South End verteilt, die heute jedoch nicht mehr existent sind.
Vom Zeitpunkt seiner Gründung bis ins Jahr 1872 hinein war das New England Hospital das einzige privat betriebene Krankenhaus der Stadt, in dem schwangere Frauen ihr Kind zur Welt bringen konnten. 1873 schloss mit Linda Richards die erste Krankenschwester der Vereinigten Staaten ihre Ausbildung am New England Hospital ab. 1879 folgte an gleicher Stelle mit Mary Eliza Mahony die erste Krankenschwester mit schwarzer Hautfarbe.
Marie Zakrzewska übergab die Leitung des Krankenhauses an Lucy Ellen Sewall, die ihre Praxisausbildung bei ihr absolviert hatte. Sewell war die Tochter eines einflussreichen Abolitionisten und Reformers und verfügte daher selbst über großen gesellschaftlichen Einfluss. In Kombination mit ihren hervorragenden Medizinkenntnissen konnte sie daher die Akzeptanz des Krankenhauses positiv beeinflussen.
Gegen Ende des 19. Jahrhunderts stieg die Unzufriedenheit der Angestellten des New England Hospitals aufgrund der restriktiven Richtlinien und begrenzten Entwicklungsmöglichkeiten zunehmend an, vor allem da die bisherige strikte Geschlechtertrennung in der Medizin immer mehr aufgeweicht wurde und sich für Ärztinnen auch außerhalb der einstigen Zuflucht neue Chancen boten. Damit trug der große Erfolg des New England Hospitals auch gleichzeitig zu seinem Niedergang bei. Bis 1910 mussten in Boston vierzehn Medizinschulen für Frauen mangels Nachfrage geschlossen werden. In den 1950er Jahren öffneten die vier in den USA noch bestehenden Frauenkrankenhäuser ihre Belegschaft auch für männliche Kollegen, aber der Rückgang war nicht mehr aufzuhalten. 1969 musste das New England Hospital in der bisherigen Form schließen und eröffnete neu als medizinisches Versorgungszentrum (englisch community health center).